# Paul Attwood
Pour les articles homonymes, voir Attwood.
Paul Attwood, né le 13 décembre 1969 à Buckingham, est un bobeur britannique.

## Carrière
Paul Attwood commence le bobsleigh en étant officier dans les Royal Marines. Il remporte la médaille de bronze en bob à quatre avec Sean Olsson, Dean Ward et Courtney Rumbolt aux Jeux olympiques de 1998 organisés à Nagano au Japon, à égalité avec le bob français.

## Palmarès

### Jeux Olympiques
- : médaillé de bronze en bob à quatre aux Jeux olympiques d'hiver de 1998.

### Coupe du monde
- 2 podiums :
  - bob à 4 : 2 troisièmes places.